# 1492 Pictures
1492 Pictures est une compagnie de production de films américaine fondée en 1995 par le réalisateur de films Chris Columbus. Le nom de la compagnie est en fait un jeu de mots avec l'homonyme le plus célèbre de Columbus, Christophe Colomb (Christophorus Columbus en latin), et son arrivée en 1492 dans les Amériques.
En plus des nombreux films de Colombus, 1492 Pictures a produit des films d'autres réalisateurs tels que Brian Levant (La Course au jouet), Henry Selick (Monkeybone), Alfonso Cuarón (Harry Potter et le Prisonnier d'Azkaban), Joe Roth (Un Noël de folie !), Tim Story (Les Quatre Fantastiques et Les Quatre Fantastiques et le Surfer d'argent), et Shawn Levy (trilogie La Nuit au musée).

## Productions
- Neuf mois aussi (Nine Months) de Chris Columbus (1995)
- La Course au jouet (Jingle all the way) de Chris Columbus (1996)
- Ma meilleure ennemie (Stepmom) de Chris Columbus (1998)
- L'Homme Bicentenaire (Bicentennial Man) de Chris Columbus (1999)
- Monkeybone de Henry Selick (2001)
- Harry Potter à l'école des Sorciers (Harry Potter and the Philosopher's Stone) de Chris Columbus (2001)
- Harry Potter et la Chambre des Secrets (Harry Potter and the Chamber of Secrets) de Chris Columbus (2002)
- Harry Potter et le Prisonnier d'Azkaban (Harry Potter and the Prisoner of Azkaban) d'Alfonso Cuarón (2004)
- Un Noël de folie ! (Christmas with the Kranks) de Joe Roth (2004)
- Les Quatre Fantastiques (Fantastic Four) de Tim Story (2005)
- Rent de Chris Columbus (2005)
- La Nuit au musée (Night at the Museum) de Shawn Levy (2006)
- Les Quatre Fantastiques et le Surfer d'argent (Fantastic Four: Rise of the Silver Surfer) de Tim Story (2007)
- La Nuit au musée 2 (Night at the Museum 2 : Battle of the Smithsonian) de Shawn Levy (2009)
- I Love You, Beth Cooper de Chris Columbus (2009)
- Percy Jackson : Le Voleur de foudre (Percy Jackson and the Olympians: The Lightning Thief) de Chris Columbus (2010)
- La Couleur des sentiments (The Help) de Tate Taylor (2011)
- Percy Jackson : La Mer des monstres (Percy Jackson and the Olympians: The Sea Monsters) de Thor Freudenthal (2013)
- La Nuit au musée : Le Secret des Pharaons (Night at the Museum: Secret of the Tomb) de Shawn Levy (2014)
- Pixels de Chris Columbus (2015)
- Christ the Lord: Out of Egypt de Cyrus Nowrasteh (2016)
- Chasseuse de géants d'Anders Walter (2017)
- 2018 : Les Chroniques de Noël (The Christmas Chronicles) de Clay Kaytis
- 2020 : Scooby ! (Scoob!) de Tony Cervone
- 2020 : Les Chroniques de Noël 2 (The Christmas Chronicles 2) de Chris Columbus
- 2024 : Nosferatu de Robert Eggers